# Кубок України з гандболу серед чоловіків 2020—2021
Кубок України з гандболу 2020-2021 — гандбольний турнір за Кубок України серед українських чоловічих команд. Проводитиметься вшосте після відновлення у 2016 році.. Турнір складатиметься з двох раундів та фіналу чотирьох. Жеребкування пар-учасників 1/8 фіналу відбулось 15 січня 2021 року. У першому та другому раунді пари команд проводять між собою два матчі, по одному на полі кожного з суперників. Перед кожним з етапів проводиться жеребкування. «Фінал чотирьох» проводиться на одному майданчику протягом двох днів. Переможці в своїх парах у другий день змагань проводять матч за Кубок України, а команди, що зазнали поразки — матч за третє місце. Володар Кубку України отримує право на участь в розіграші Кубка ЄГФ.

## 1/8 фіналу
29, 30 січня 2021 р. 

«УДХТУ» (Дніпро) – «Донбас» (Донеччина) 20:44, 22:43

30 січня, 5 лютого 2021 р. 

«Будівельник-БСФК» (Бровари) – «ЦСКА-ШВСМ» (Київ) 18:32, 24:32

«Динамо-Академія» (Полтава) – «Портовик» (Южне) +:-  

5, 6 лютого 2021 р. 

«RGM Group-СумДУ» (Суми) – «Мотор-Політехніка-ЗАБ» (Запоріжжя) 25:34, 25:32 

«Карпати» (Ужгород) – «Академія гандболу» (Запоріжжя, Луганщина 39:29, 30:30 

«Єдність» (Лебедин) – «СКА-Львів» (Львів) -:+ 

## 1/4 фіналу
«Донбас» (Донеччина) – «Одеса» (Одеса) 39:25, 33:31

«СКА-Львів» (Львів) – «Мотор-Політехніка-ЗАБ» (Запоріжжя) 21:40, 27:30

«Мотор» (Запоріжжя) – «Динамо-Академія» (Полтава) +:- 

«Карпати» (Ужгород) – «ЦСКА-ШВСМ» (Київ) 31:36, 23:34

## Фінал чотирьох
Матчі півфіналу та фіналу розіграшу Кубка України проходять 17-18 травня 2021 року в Запоріжжі. Пари півфінальних матчів визначились шляхом жеребкування 16 травня 2021 року.

#### Турнірна таблиця
|  | Півфінал |                     |          |  |  |                   |                     |                   |
|  |          | «ЦСКА-ШВСМ»         | 22       |  |  |                   |                     |                   |
|  |          | «Донбас»            | 33       |  |  | Фінал             | Фінал               | Фінал             |
|  |          |                     |          |  |  |                   | «Донбас»            | 24                |
|  | Півфінал | Півфінал            | Півфінал |  |  | «Мотор»           | 27                  |                   |
|  |          | «Мотор»             | 34       |  |  |                   |                     |                   |
|  |          | «Мотор-Політехніка» | 17       |  |  | Матч за 3-є місце | Матч за 3-є місце   | Матч за 3-є місце |
|  |          |                     |          |  |  |                   | «ЦСКА-ШВСМ»         | 26                |
|  |          |                     |          |  |  |                   | «Мотор-Політехніка» | 28                |